# Plejstor-Gletscher
Der Plejstor-Gletscher (bulgarisch ледник Плейстор lednik Plejstor) ist ein 2,2 km langer und 1,2 km breiter Gletscher auf Liège Island im Palmer-Archipel vor der Westküste der Antarktischen Halbinsel. Er fließt südsüdwestlich des Sbelsurd-Gletschers auf der Westseite der Brugmann Mountains von den Südhängen des Mishev Peak und den Nordwesthängen des Mount Vesalius in westnordwestlicher Richtung zur Vapa Cove.
Britische Wissenschaftler kartierten ihn 1978. Die bulgarische Kommission für Antarktische Geographische Namen benannte ihn 2013 nach der thrakischen Gottheit Plejstor.